# 天山新塔花
天山新塔花（学名：Ziziphora tomentosa）为唇形科新塔花属下的一个种。

## 扩展阅读
- 維基物種上的相關：天山新塔花